# باول ترافيس
باول ترافيس (بالإنجليزية: Paul Travis)‏ هو فنان أمريكي، ولد في 2 يناير 1891 في ويلسفيل في الولايات المتحدة، وتوفي في 23 نوفمبر 1975.